# Aneflomorpha rufipes
Aneflomorpha rufipes es una especie de escarabajo longicornio del género Aneflomorpha, tribu Elaphidiini, subfamilia Cerambycinae. Fue descrita científicamente por Chemsak y Linsley en 1968.

## Descripción
Mide 12-17 milímetros de longitud.

## Distribución
Se distribuye por México.